# 김종민 (1964년)
김종민(金鍾民, 1964년 5월 12일~)은 대한민국의 언론인 출신의 정치인이다. 충남 논산 출생. 더불어민주당 제3정책조정위원장, 개혁신당 최고위원, 새로운미래 원내대표 겸 책임위원 등을 지냈다. 2025년 현재 세종특별자치시 갑 지역구 무소속 3선 국회의원.

## 학력
- 서울당곡국민학교 졸업(1976년)
- 한강중학교 졸업(1979년)
- 장훈고등학교 졸업(1982년)
- 서울대학교 인문대학 국어국문학과(서울대 인문계열 83학번) 학사(1992년)
- 멕시코 아나우아크 대학교 대학원 커뮤니케이션학과 인문과학 석사

## 경력
- 1993 내일신문 기자(정치부)
- 1999 시사저널 기자(정치팀장)
- 2003. 2.~2004. 5. 대통령비서실 홍보수석비서관실 홍보기획비서관실 행정관(정무기획/홍보기획)
- 2004. 5.~2004. 6. 대통령비서실 홍보수석비서관실 부대변인
- 2004. 6.~2005. 7. 대통령비서실 대변인
- 2005. 7.~2008. 2. 대통령비서실 홍보수석비서관실 국정홍보비서관
- 2008 <민주주의 2.0> 개발 및 운영(노무현 대통령이 퇴임 후 만든 온라인 시민토론 사이트)
- 2010. 7.~2011. 9. 충청남도 정무부지사
- 2012. 4. 11. 대한민국 제19대 국회의원 선거 후보(충남 논산시·계룡시·금산군, 민주통합당)
- 2012. 5.~2013. 5. 민주통합당 충청남도당 논산시·계룡시·금산군 지역위원회 위원장
- 2012. 9.~2016. 3. 건양대학교 기초교양교육대학 인문융합교육학부 대우교수, 평생교육정책연구소장
- 2013. 5.~2014. 3. 민주당 충청남도당 논산시·계룡시·금산군 지역위원회 위원장
- 2014. 3.~2015. 12. 새정치민주연합 충청남도당 논산시·계룡시·금산군 지역위원회 위원장
- 2015 새정치민주연합 정책위원회 부의장
- 2015. 12.~2024. 1. 더불어민주당 충청남도당 논산시·계룡시·금산군 지역위원회 위원장
- 2016. 4. 13. 대한민국 제20대 국회의원 선거 당선(충남 논산시·계룡시·금산군, 더불어민주당, 초선)
- 2016. 9.~2017. 5. 더불어민주당 정책위원회 부의장
- 2018. 5.~2019. 5. 더불어민주당 원내부대표
- 2018. 10.~2020. 5. 국회 수소경제포럼 운영위원
- 2019. 5.~2022. 5.: 대통령직속 국가기후환경회의 위원(정당)
- 2020. 4. 15. 대한민국 제21대 국회의원 선거 당선(충남 논산시·계룡시·금산군, 더불어민주당, 재선)
- 2020. 8~2021. 4. 더불어민주당 수석최고위원
- 2020. 11~2024. 1. 민주주의 4.0 연구원 이사
- 2021. 5~2024. 1. 더불어민주당 미디어혁신특별위원회 위원
- 2022. 10~2024. 1. 더불어민주당 정책위원회 선임부의장
- 2023. 11~2024. 1. 더불어민주당 정책위원회 제3정책조정위원장
- 2024. 1.~2024. 2. 미래대연합 창당준비위원장 겸 원내대표
- 2024. 2.~2024. 2. 새로운미래 공동대표
- 2024. 2.~2024. 2. 개혁신당 최고위원
- 2024. 2.~2024. 4. 새로운미래 공동대표
- 2024. 2.~2024. 9. 새로운미래 원내대표
- 2024. 3.~2024. 4. 제22대 국회의원 선거 새로운미래 선거대책위원회 공동상임선거대책위원장
- 2024. 4. 10. 대한민국 제22대 국회의원 선거 당선(세종특별자치시 갑, 새로운미래, 3선[1][2])
- 2024. 5.~2024. 9. 새로운미래 세종특별자치시당 세종특별자치시 갑 지역위원회 위원장
- 2024. 7.~2024. 9. 새로운미래 세종특별자치시당 위원장
- 2024. 9. 새로운미래 탈당

### 의정 활동
- 2016. 5.~2020. 5. 제20대 국회의원(충남 논산시·계룡시·금산군, 더불어민주당, 초선)
  - 2016. 6.~2018. 5. 제20대 국회 전반기 기획재정위원회 위원
  - 2016. 6.~2017. 5. 제20대 국회 전반기 예산결산특별위원회 위원
  - 2016. 7.~2017. 7. 제20대 국회 지방재정분권특별위원회 위원
  - 2017. 1.~2017. 12. 제20대 국회 헌법개정특별위원회 위원
  - 2017. 6.~2017. 7. 제20대 국회 대법관(박정화·조재연) 임명동의에 관한 인사청문특별위원회 위원
  - 2018. 1.~2018. 6. 제20대 국회 헌법개정 및 정치개혁특별위원회 위원
  - 2018. 7.~2019. 5. 제20대 국회 후반기 운영위원회 위원
  - 2018. 7.~2020. 5. 제20대 국회 후반기 법제사법위원회 위원
  - 2018. 10.~2019. 8. 제20대 국회 정치개혁 특별위원회 간사
- 2020. 5.~2024. 5. 제21대 국회의원(충남 논산시·계룡시·금산군, 더불어민주당→무소속→새로운미래→개혁신당→무소속→새로운미래, 재선)
  - 2020. 6.~2022. 5. 제21대 국회 전반기 법제사법위원회 위원
  - 2020. 7.~: 대한민국 미래혁신포럼 구성의원
  - 2020. 7.~: 국회수소경제포럼 공동연구책임의원
  - 2021. 11.~2022. 5. 제21대 국회 언론미디어제도개선 특별위원회 간사
  - 2022. 7~2024. 1. 제21대 국회 후반기 정무위원회 간사
  - 2024. 1~2024. 5. 제21대 국회 후반기 정무위원회 위원
- 2024. 5.~ 제22대 국회의원(세종특별자치시 갑, 새로운미래→무소속, 3선)
  - 2024. 6.~ 제22대 국회 전반기 산업통상자원중소벤처기업위원회 위원
  - 2024년 12월~2024년 12월: 제22대 국회 헌법재판소 재판관(마은혁·정계선·조한창) 선출에 관한 인사청문 특별위원회 위원
  - 2025년 3월~: 제22대 국회 기후위기 특별위원회 위원

## 전과
- 국가보안법위반(기타): 징역 2년, 자격정지 2년 - 1987년 3월 14일 선고[3]

## 수상
- 2006 홍조근정훈장

## 역대 선거 결과
|  | 39.85% |

|  | 43.55% |

|  | 51.01% |

|  | 56.93% |

## 소속 정당
| 소속 정당 | 소속 정당      | 소속 기간 | 비고           |
| --------- | -------------- | --------- | -------------- |
|           | 무소속         | 2003~2007 | 정계 입문      |
|           | 통합민주당     | 2008      | 입당           |
|           | 민주당         | 2008~2010 | 당명 변경      |
|           | 무소속         | 2010~2012 | 탈당           |
|           | 민주통합당     | 2012~2013 | 복당           |
|           | 민주당         | 2013~2014 | 당명 변경      |
|           | 새정치민주연합 | 2014~2015 | 합당           |
|           | 더불어민주당   | 2015~2024 | 당명 변경      |
|           | 무소속         | 2024      | 탈당           |
|           | 미래대연합     | 2024      | 창당준비위원회 |
|           | 새로운미래     | 2024      | 창당준비위원회 |
|           | 개혁신당       | 2024      | 합당           |
|           | 무소속         | 2024      | 탈당           |
|           | 새로운미래     | 2024      | 창당           |
|           | 무소속         | 2024~현재 | 탈당           |

## 같이 보기
- 논산시·계룡시·금산군
- 논산시의 국회의원
- 계룡시의 국회의원
- 금산군의 국회의원
- 세종특별자치시 갑
- 세종특별자치시의 국회의원
- 충청남도 부지사